# Carl Leonhard Reinhold
Carl Leonhard Reinhold (Bécs, 1757. október 26. – Kiel, 1823. április 10.) osztrák filozófus.

## Élete
Tizennégy éves korában belépett a Szent Anna Jezsuita Kollégiumba, majd 1773-ban átiratkozott egy hasonló iskolába, a Szent Barnabás Kollégiumba. Mivel kevés örömöt lelt a kolostori életben 1783-ban Weimarba költözött, ahol először munkatársa lett Christoph Martin Wielandnak, a Der Teutsche Merkur (akkoriban az egyik legjobb nevű irodalmi folyóirat) szerkesztőjének, majd végül a veje.
Reinhold e folyóiratban publikálta 1786-87 között a Briefe über die Kantische Philosophie (Levelek a kanti filozófiáról) című írásait, melyek a legjelentősebben járultak hozzá ahhoz, hogy Kant a szélesebb olvasóközönség számára is ismertté váljon. E „leveleknek” köszönhetően Reinhold meghívást kapott a Jénai Egyetemre, ahol 1787-től 1794-ig tanított.
1789 jelentette meg főművét Versuch einer neuen Theorie des menschlichen Vorstellungsvermögens (Esszé a reprezentáció új elméletéről), melyben kísérletet tesz a kanti filozófia egyszerűsítésére és egységesítésére. 1794-ben elfogadja a Kieli Egyetem meghívását, ahol 1823-ig, élete végéig tanít.
Élete késői szakaszán erősen Fichte, Jacobi és Bardili hatása alá került. Történelmi jelentősége teljes egészében korai tevékenységéhez kötődik. A kanti filozófia Versuch einer neuen Theorie des menschlichen Vorstellungsvermögens (1789) és Fundament des philosophischen Wissens (1791) című munkáiban kidolgozott megközelítését nevezik Reinhold alaptétel-filozófiájának.
Fia, Ernst Reinhold (1793-1855), aki szintén filozófus, szerzője egy Kant-kézikönyvnek.

## Alaptétel-filozófiája rövid összefoglalása
Reinhold alaptétel-filozófiája: Reinhold feltevése az volt, hogy Kant A tiszta ész kritikájának megértéséhez fel kell tárni annak logikai felépítését, melyhez először az alapokat kell meghatároznunk. Ezt, Descartes ötletét követve, az euklideszi geometria mintájára, a filozófia matematizálása által látja megvalósíthatónak. Némileg kérdéses módon jut el ebből addig a következtetésig, hogy a tudományos filozófiának egyetlen evidens alaptételre kell épülnie. Reinhold szerint, egy olyan alaptételt kell keresnünk, melyben a kopula mind a reális, mind a logikai lét szerinti jelentésében egyszerre szerepel. Ez pedig az öntudat tételében érvényesül. Ezt egy olyan feltétlen alaptételnek tekinti, melyből dedukció, azaz logikai következtetések, útján levezethető mindaz, ami tudható.
Reinhold egyetlen alaptételt feltételező gondolatait hamar éles kritika éri. Niethammer, Hölderlin és Novalis egyaránt úgy látják, hogy a megismerés alapja nem ragadható meg egyetlen alaptétel segítségével, noha alapra mégiscsak szükség van. Így elválasztják egymástól az alapot és az alaptételt, mely utóbbit nem kezdetként, hanem egy végtelen folyamat céljaként tételeznek, míg az alapot, a létet a filozófián kívülinek tekintik.